# Salih Mutapčić
Salih Safvet-efendija Mutapčić (15. srpna 1864 Zenica, Osmanská říše – 14. července 1938 Gaj u Sarajeva, Království Jugoslávie) byl bosenskohercegovský islámský soudce bosňáckého původu.

## Životopis
Základní školu navštěvoval v rodném městě. Za dalším vzděláním v oblasti islámských věd roku odešel do Istanbulu. Po dvanácti letech v zahraničí se roku 1890 vrátil do vlasti. V táže době vykonal soudcovskou zkoušku a stal se okresním kádím v Sarajevu, nato od roku 1893 v Brčku a nakonec od roku 1899 v Travniku. Roku 1913 byl jmenován soudcem tříčlenného senátu Vrchního šarí‘atského soudu v Sarajevu v pozici předsedy tohoto tribunálu. Penzionován byl 3. července 1929.
Mutapčić byl držitelem Řádu bílého orla V. třídy (1919) a Řádu svatého Sávy III. třídy (1929).